# 페이스트리

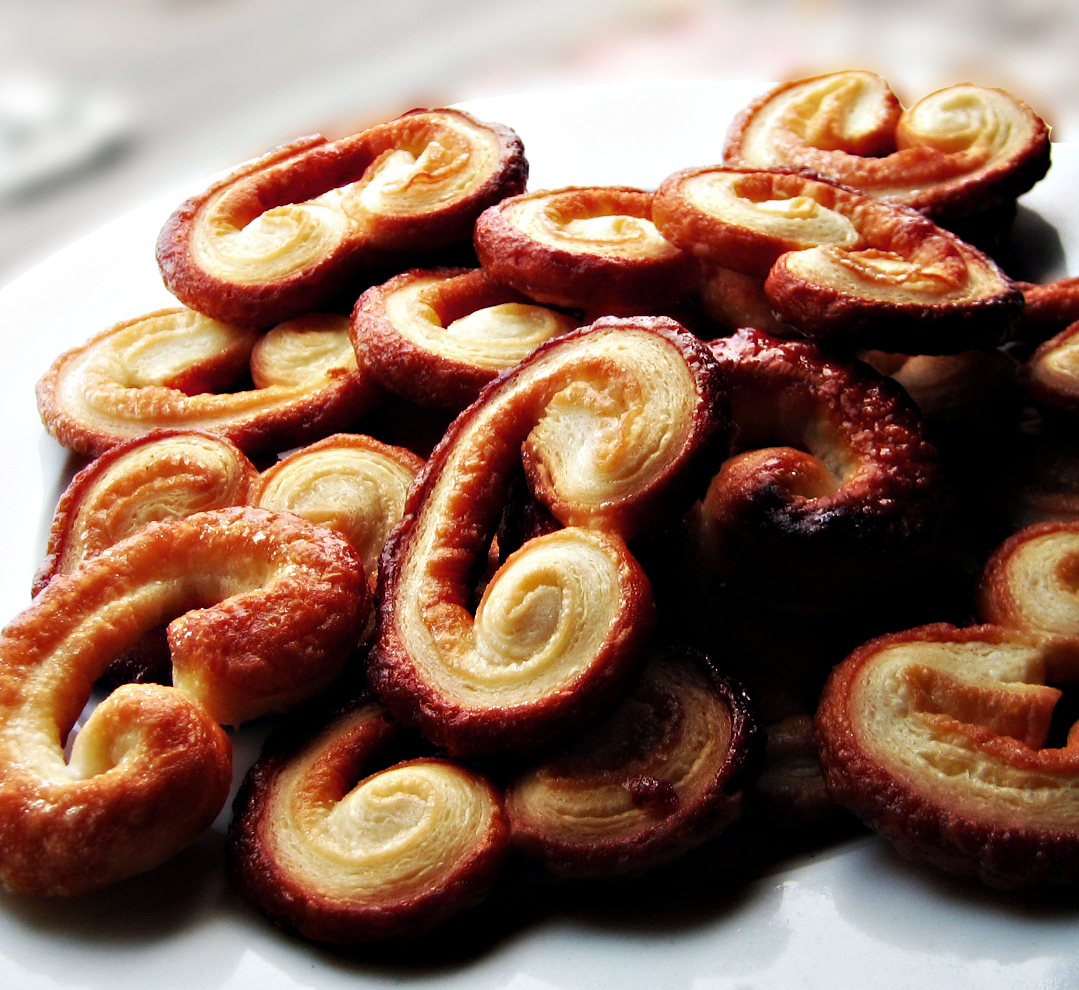
팔미에 페이스트리

페이스트리(pastry)는 밀가루에 유지, 물을 섞어 반죽하여 바삭하게 구운 과자 혹은 빵이다. 맛과 모양이 다양하며, 특히 유럽은 나라마다 독특한 페이스트리가 있는데, 프랑스와 독일과 오스트리아, 이탈리아, 덴마크의 것이 유명하다. 페이스트리 반죽(영어: pastry dough)을 "페이스트리" 또는 페스츄리라고 부른다.

## 정의와 특징
페이스트리는 밀가루 반죽과 유지(버터, 쇼트닝 등)를 층층이 쌓아 바삭하게 구운 빵으로, 바삭한 식감과 버터의 풍부한 풍미가 특징이다. 구운 페이스트리 반죽은 달콤하거나 짭짤하며, 그 자체로 즐기거나 다양한 속 재료와 함께 먹을 수 있다. 페이스트리 보관 기간은 물 양, 수분 이동에 대한 민감성, 속 재료(고기는 며칠, 당 함량 높은 재료는 몇 주) 등에 따라 달라진다. 반죽과 버터를 층층이 쌓는 방식으로 만들기에 지방 함량이 높으며, 대부분의 페이스트리는 정제 곡물로 만들어 당도도 높다. 페이스트리는 겉모양을 중요시하기에, 더 많은 제조시간으로 인해 가격이 높아진다.

## 종류
- 쇼트크러스트 페이스트리
- 슈 페이스트리
- 퍼프 페이스트리
- 필로
- 데이니시 페이스트리

## 같이 보기
- 파이
- 타르트

## 참고 문헌
- 이 문서에는 다음커뮤니케이션(현 카카오)에서 GFDL 또는 CC-SA 라이선스로 배포한 글로벌 세계대백과사전의 내용을 기초로 작성된 글이 포함되어 있습니다.